# Arabia Saudita en los Juegos Paralímpicos de Londres 2012
Arabia Saudita estuvo representada en los Juegos Paralímpicos de Londres 2012 por cuatro deportistas masculinos.

## Medallistas
El equipo paralímpico saudita obtuvo las siguientes medallas:
| Nombre        | Deporte   | Evento                 |
| ------------- | --------- | ---------------------- |
| Oro           |           |                        |
| —             |           |                        |
| Plata         |           |                        |
| Hani Al-Najli | Atletismo | Disco F32-34 masculino |
| Bronce        |           |                        |
| —             |           |                        |